# 1854 en architecture
| Années de l'architecture : 1851 - 1852 - 1853 - 1854 - 1855 - 1856 - 1857    |
| Décennies de l'architecture : 1820 - 1830 - 1840 - 1850 - 1860 - 1870 - 1880 |

Cet article présente les faits marquants de l'année 1854 en architecture.

## Réalisations
- Agrandissement de la gare de Paris-Est à Paris.
- Construction du Palais des glaces de Munich : inauguré le 15 juillet pour la Première exposition industrielle allemande (de), il sera détruit en 1931 par un incendie.

## Événements
- x

## Récompenses
- Royal Gold Medal : Philip Hardwick.
- Prix de Rome : Paul Émile Bonnet premier grand prix, Émile Vaudremer second grand prix.

## Naissances
- 27 février : Abel Barré, architecte français († 23 mars 1900).
- 5 juillet : Giuseppe Sacconi († 23 septembre 1905).

## Décès
- x